# دان ليدرمان
دان ليدرمان (بالإنجليزية: Dan Lederman)‏ هو سياسي أمريكي، ولد في 25 نوفمبر 1972 في واترلو في الولايات المتحدة. حزبياً، نشط في الحزب الجمهوري. وقد انتخب عضو داكوتا الجنوبية البيت النواب.